# America (музичка група)
Америка (енгл. America) амерички је рок бенд основан у Лондону 1970. године. Очеви чланова групе су били у Америчком ратном ваздухопловству у Лондону где су Бекли, Банел и Пик почели да свирају уживо. Најпознатији су по песми A Horse with No Name.

## Чланови
Тренутни чланови
- Џери Бекли — главни и пратећи вокали, клавијатура, гитара, бас-гитара, хармоника (1970—данас)
- Дјуи Банел — главни и пратећи вокали, гитара, перкусије (1970—данас)

Бивши чланови
- Ден Пик — главни и пратећи вокали, гитара, бас-гитара, клавијатура, хармоника (1970—1977; умро 2001)

## Дискографија
Студијски албуми
- America (1971)
- Homecoming (1972)
- Hat Trick (1973)
- Holiday (1974)
- Hearts (1975)
- Hideaway (1976)
- Harbor (1977)
- Silent Letter (1979)
- Alibi (1980)
- View from the Ground (1982)
- Your Move (1983)
- Perspective (1984)
- Hourglass (1994)
- Human Nature (1998)
- Holiday Harmony (2002)
- Here & Now (2007)
- Back Pages (2011)
- Lost & Found (2015)